# (9738) 1987 DF6
(9738) 1987 DF6 (1987 DF6, 1980 RR7) — астероїд головного поясу, відкритий 23 лютого 1987 року.
Тіссеранів параметр щодо Юпітера — 3,337.